# Universitatea din Ljubljana
Universitatea din Ljubljana (în slovenă Univerza v Ljubljani, acronim: UL, în latină Universitas Labacensis) este cea mai veche și cea mai mare universitate din Slovenia. Ea are aproximativ 40.000 de studenți înscriși.

## Istoric

### Începuturi
Deși anumite academii (în special de filozofie și de teologie) au fost înființate ca instituții iezuite de educație pe teritoriul actual al Sloveniei încă din secolul al XVII-lea, prima universitate a fost înființată în 1810 sub numele de Écoles centrales în perioada administrației imperiale franceze a provinciilor ilirice. Cancelarul universități din Ljubljana în perioada franceză a fost Joseph Walland (pe numele real Jožef Balant, 1763-1834), născut în Carniola de Sus. Această universitate a fost desființată în 1813, atunci când Austria a redobândit controlul asupra acestor teritorii și a restabilit Liceul Regal Imperial din Ljubljana ca instituție de învățământ superior.

### Demersuri pentru înființarea unei universități naționale
În a doua jumătate a secolului al XIX-lea au avut loc mai multe revendicări politice ale slovenilor pentru înființarea unei universități cu predare în limba slovenă la Ljubljana. Aceste revendicări au căpătat un impuls în epoca fin de siècle, când un număr considerabil de profesori sloveni predau în întreaga Europă Centrală, în timp ce tot mai mulți studenți sloveni erau înscriși la universitățile cu predare în diferite limbi străine de pe teritoriul Imperiului Austro-Ungar, în special în Austria și Cehia (precum Universitatea Carolină din Praga sau Universitatea din Olomouc, unde filosoful sloven, Franc Samuel Karpe, a devenit cancelar în 1781).În anii 1890 a fost fondat un consiliu comun pentru înființarea unei universități slovene, condus de Ivan Hribar, Henrik Tuma și Aleš Ušeničnik. În 1898 parlamentul regional din Carniola a instituit o bursă pentru toți acei studenți care plănuiau să obțină abilitarea, cu condiția să accepte un post la Universitatea din Ljubljana, atunci când aceasta va fi înființată. În felul acesta, a început să fie constituită o listă de potențiali profesori.
Cu toate acestea, circumstanțele politice nefavorabile au împiedicat înființarea universității până la destrămarea Imperiului Austro-Ungar. Odată cu înființarea Statului slovenilor, croaților și sârbilor și a Regatului sârbilor, croaților și slovenilor în 1918, a devenit posibilă înființarea universității. La 23 noiembrie 1918 a fost convocată prima adunare a Consiliului Constitutiv al Universității din Ljubljana, care a fost prezidată de Mihajlo Rostohar, profesor de psihologie la Universitatea Carolină din Praga. Împreună cu Danilo Majaron, Rostohar a convins guvernul central al Regatului sârbilor, croaților și slovenilor de la Belgrad să adopte un proiect de lege pentru înființarea oficială a universității. Proiectul de lege a fost adoptat la 2 iulie 1919; la sfârșitul lunii august a fost numit primul profesor, iar la 18 septembrie profesorii titulari au pus bazele Consiliului Universității. Instituția a fost astfel constituită în mod oficial, iar primele cursuri au început în data de 3 decembrie a aceluiași an.

### Primele decenii de funcționare

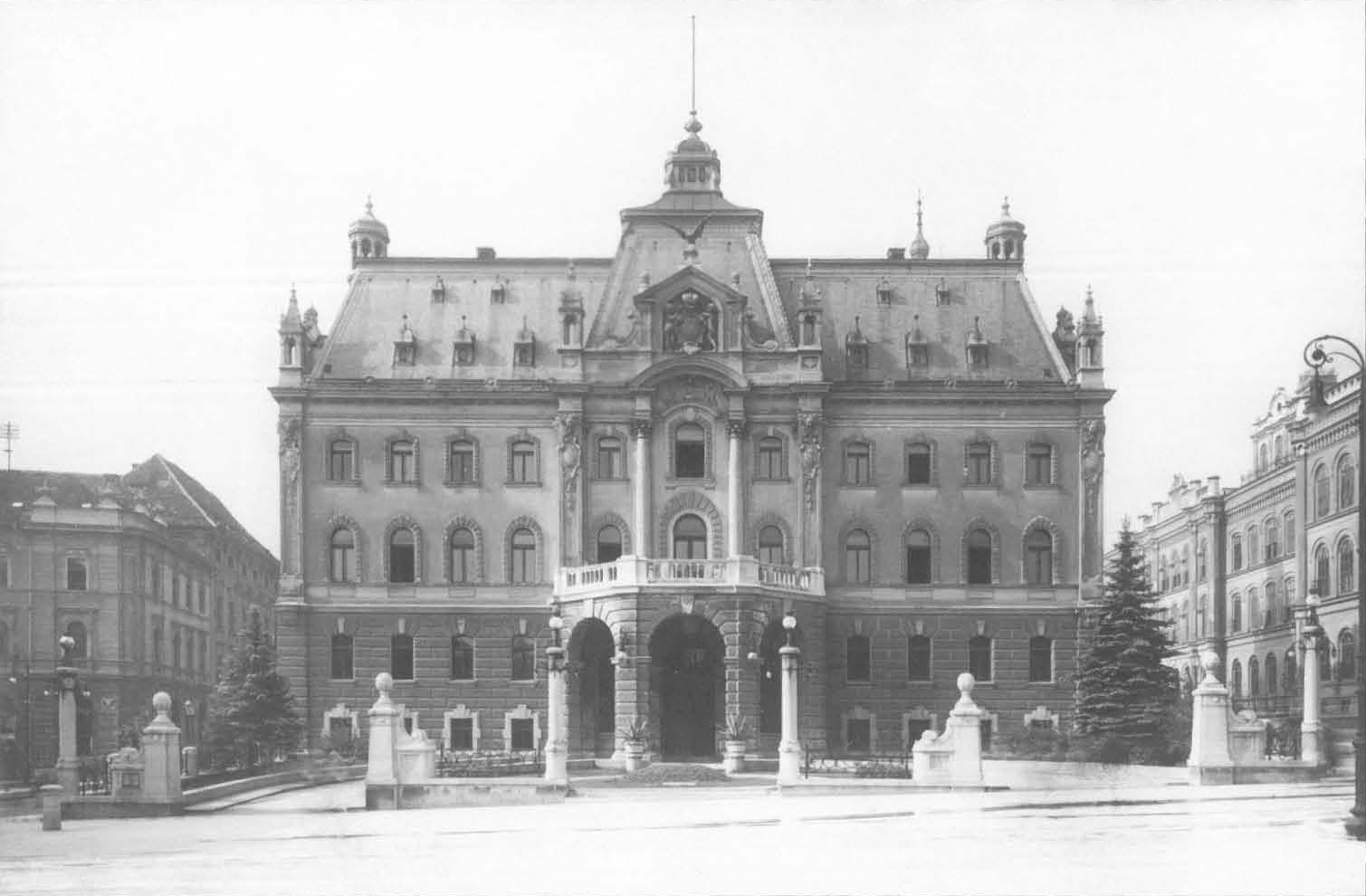
Clădirea administrativă a Universității în 1929

În 1919 universitatea cuprindea cinci facultăți: drept, filozofie, tehnologie, teologie și medicină. Rectoratul universității se afla într-o clădire din Piața Congresului din Ljubljana, care servise ca sediu al Dietei Provinciale a Ducatului Carniola între 1902 și 1918. Clădirea fusese proiectată în 1902 de către Jan Vladimír Hráský și a fost ulterior remodelată după proiectul unui arhitect ceh de la Viena pe nume Josip Hudetz.
La mijlocul anilor 1920 universitatea a fost redenumită „Universitatea Regele Alexandru din Ljubljana” (Universitas Alexandrina Labacensis) și a continuat să se dezvolte în ciuda problemelor financiare și a presiunii constante din partea autorităților centraliste iugoslave. În 1941 a fost finalizată construcția Bibliotecii Naționale și Universitare după planurile arhitectului Jože Plečnik, acesta fiind unul dintre proiectele majore de infrastructură ale universității din perioada interbelică.
După invadarea Iugoslaviei în aprilie 1941, universitatea a continuat să funcționeze sub ocupația italiană și germană, în ciuda numeroaselor probleme sociale și financiare și a interferențelor politice în funcționarea autonomă a instituției. Câțiva profesori au fost arestați sau deportați în lagărele de concentrare naziste, iar un număr mare de studenți s-au alăturat fie Frontului de Eliberare al Poporului Sloven, fie Gărzii Naționale Slovene.

### Situația universității după război

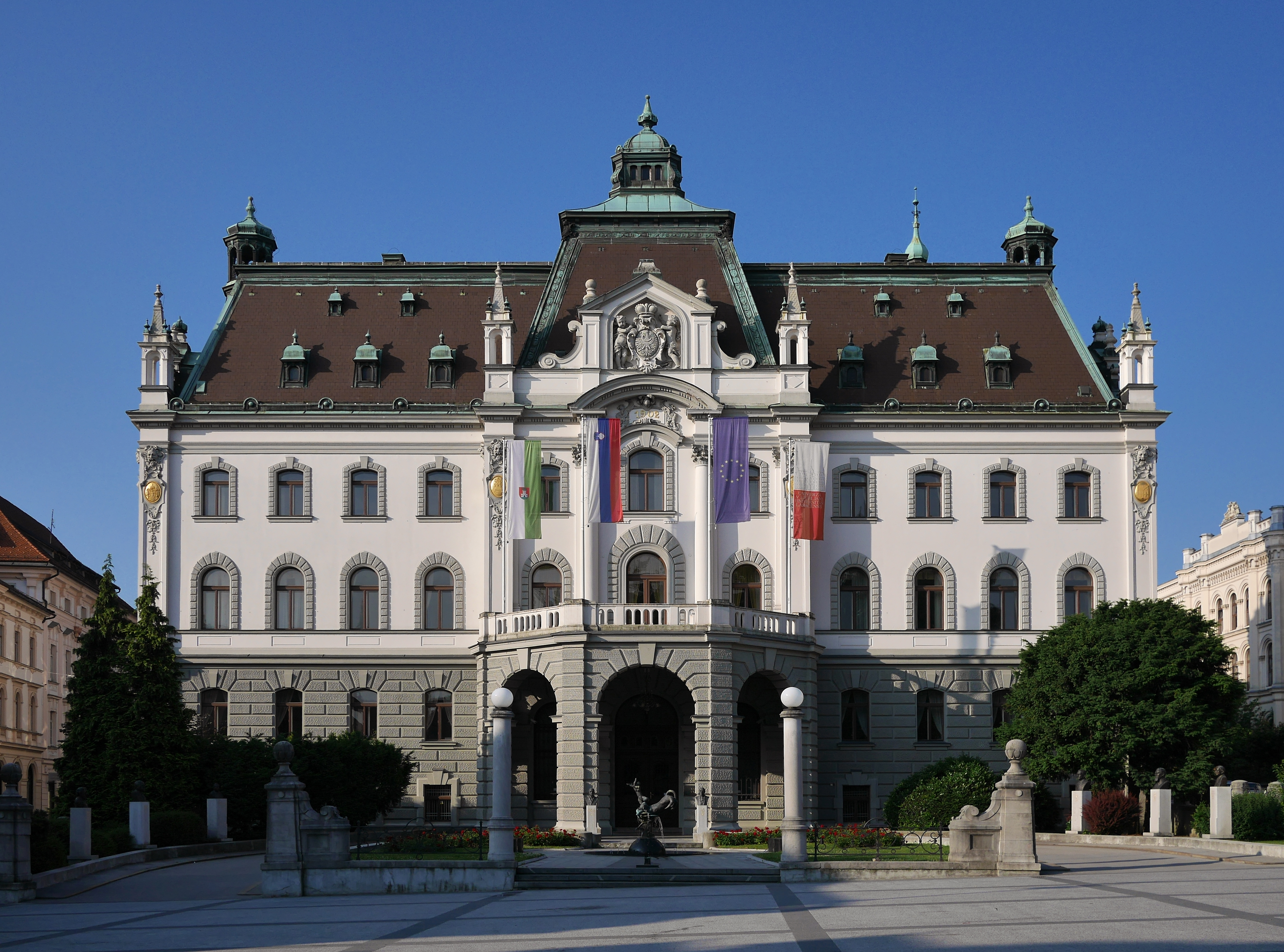
Clădirea administrativă a Universității din Piața Congresului nr. 5 (iunie 2015)

La sfârșitul celui de-al Doilea Război Mondial, profesorul ceh Alois Král, care preda la Facultatea de Științe Tehnice din 1920 și deținuse de patru ori poziția de decan, a devenit primul și singurul străin ales în funcția de cancelar. După înființarea Republicii Socialiste Federative Iugoslavia în 1945, Universitatea din Ljubljana s-a aflat din nou sub presiune politică: numeroși profesori au fost concediați, unii profesori au fost arestați și judecați, iar Facultatea de Teologie a fost desființată. Unii dintre cei mai străluciți studenți au emigrat. Cu toate acestea, universitatea și-a menținut rolul educațional și a obținut un grad redus de autonomie începând de la mijlocul anilor 1950. Autonomia universității a fost mult redusă de la mijlocul anilor 1970 până la începutul anilor 1980, când autoritățile iugoslave au concediat din nou mai mulți profesori. Universitatea a fost redenumită în 1979 „Universitatea Edvard Kardelj din Ljubljana” după numele unui lider comunist. În 1990, odată cu destrămarea Iugoslaviei, universitatea și-a redobândit numele original.

## Organizare

### Facultăți și academii

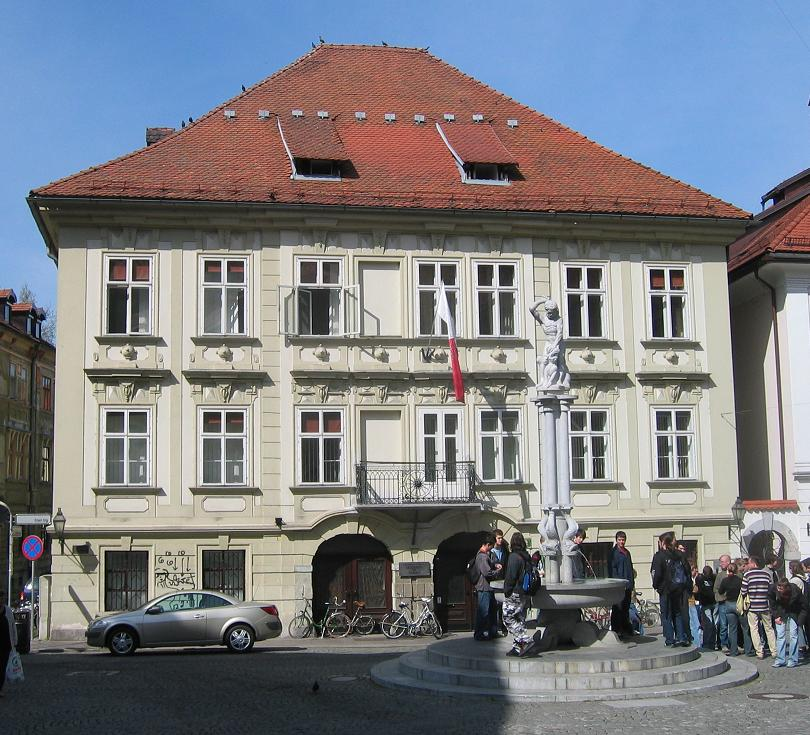
Academia de Muzică

În anul 2018 universitatea avea 23 de facultăți și trei academii, situate pe teritoriul orașului Ljubljana:
- Academia de Teatru, Radio, Film și Televiziune
- Academia de Arte Plastice și Design
- Academia de Muzică
- Facultatea de Administrație
- Facultatea de Arhitectură
- Facultatea de Arte
- Facultatea de Biotehnică
- Facultatea de Chimie și Tehnologie Chimică
- Facultatea de Construcții și Geodezie
- Facultatea de Calculatoare și Informatică
- Facultatea de Economie
- Facultatea de Educație
- Facultatea de Inginerie Electrică
- Facultatea de Drept
- Facultatea de Transporturi și Studii Maritime
- Facultatea de Matematică și Fizică
- Facultatea de Inginerie Mecanică
- Facultatea de Medicină
- Facultatea de Științe Naturale și Inginerie
- Facultatea de Farmacie
- Facultatea de Științe Sociale
- Facultatea de Asistență Socială
- Facultatea de Educație Fizică și Sport
- Facultatea de Teologie
- Facultatea de Medicină Veterinară
- Facultatea de Științe ale Sănătății

Universitatea era situată inițial în centrul orașului Ljubljana, unde se află clădirea administrativă și majoritatea facultăților. Mai târziu, în alte părți ale orașului (Bežigrad, Vič, Brdo) au fost construite clădiri noi și moderne și un campus de mici dimensiuni.

### Biblioteci
Universitatea din Ljubljana are două biblioteci universitare. Biblioteca Națională și Universitară a Sloveniei este biblioteca națională a Sloveniei și biblioteca universitară a Universității din Ljubljana. Conține aproximativ 1.307.000   de cărți și numeroase materiale vizuale și multimedia.
O altă bibliotecă universitară este Biblioteca Centrală Tehnologică, care este, de asemenea, centrul național de informații în domeniul științelor naturii și tehnologiei. Există peste 30 de biblioteci ale facultăților, departamentelor și institutelor individuale ale Universității din Ljubljana. Cele mai mari dintre acestea sunt Biblioteca Centrală Umanistă în domeniul științelor umaniste, Biblioteca Centrală Economică în domeniul economiei, Biblioteca Centrală Medicală în domeniul științelor medicale și Bibliotecile Facultății de Biotehnică în domeniul biologiei și biotehnologiei.

### Galerie
Universitatea deține o galerie de artă deschisă din 18 iunie 2012.

## Profil
Universitatea din Ljubljana realizează cercetări în domeniul științelor și artelor, mai ales în științe umaniste, științe sociale, lingvistică, arte, medicină, științe naturale și tehnologie.
Universitatea din Ljubljana a găzduit în perioada 2004-2013 sediul permanent al Asociației Internaționale a Studenților în Științe Politice (IAPSS), un grup academic internațional format din 10.000 de studenți și absolvenți de studii politice din întreaga lume. În martie 2013 sediul permanent a fost relocat la Nijmegen (Țările de Jos).

## Profesori și studenți notabili
Unul dintre profesorii notabili ai universității este Slavoj Žižek, filosof marxist hegelian, psihanalist, politolog și critic cultural sloven. A absolvit un masterat în filosofie la Ljubljana în 1975 și a devenit cercetător principal la Institutul de Sociologie și Filosofie al Universității din Ljubljana.

## Legături externe
- en  sl  Site web oficial